# Loxoblemmus appendicularis
Loxoblemmus appendicularis är en insektsart som beskrevs av Tokuichi Shiraki 1930. Loxoblemmus appendicularis ingår i släktet Loxoblemmus och familjen syrsor. Inga underarter finns listade i Catalogue of Life.